# 張應雷
張應雷（1536年—？），字思豫，號順斋，江西撫州府金谿縣人，民籍，明朝政治人物。

## 生平
隆庆元年（1567年）丁卯科江西鄉試第五十九名舉人。隆慶五年（1571年）中式辛未科會試第一百四十二名，三甲第一百六十七名進士。礼部觀政，授湖州府推官，萬曆七年（1579年）降三级用，十一年降为雲南布政司照磨，十二年升湖广慈利知县，丁憂歸，十四年致仕
。

## 家族
曾祖張廷輔；祖父張時和，壽官；父張銘，壽官。嫡母熊氏；繼母劉氏；生母王氏。